# 阿特沃特 (喬治亞州)
阿特沃特（英語：Atwater）是位於美國喬治亞州阿普森縣的一個人口普查指定地區。

## 地理
阿特沃特的座標為32°58′06″N 84°22′10″W / 32.96833°N 84.36944°W，而該地最高點為海拔高度237米（即778英尺）。

## 人口
根據2010年美國人口普查的數據，阿特沃特的面積為5.00平方千米，當中陸地面積為5.00平方千米，而水域面積為5.00平方千米。當地共有人口500人，而人口密度為每平方千米100人。